# Султан-Муратова џамија
Султан-Муратова џамија је муслимански верски објекат, који се налази у Скопљу, источно од пијаце Бит-пазар, на месту где се раније налазио Виргински манастир, у Старој скопској чаршији. Џамија је изграђена 1436. године од стране султана Мурата II и она је једна од најстаријих сачуваних џамија на простору бивше СФРЈ.

## Порекло имена
Џамија је име добила у част султана Мурата II, који је дао наредбу за њену изградњу. Осим као Султан-Муратова, позната је и као Хјункар џамија (тур. hünkâr), што значи царска или султанска, а буквални превод би био Царска или Султанска џамија. Џамија је још звана Сахат-џамија, због Сахат куле, која се налази у дворишту џамије.

## Историја
Џамије је употпуност изграђена 1436. године, а градња је финансирана од стране султана Мурата II. Током историје џамије је више путе горела, 1537. године спаљен је горњи део џамије и минарет, након чега ју је Сулејман Величанствени обновио. Други пожар уследио је као последица паљења града 1689. године, када је џамија претрпела велике штете. Године 1712. потпуно је обновљена по наредби султана Ахмеда III. Последње већа обнова џамије била је 1912. године. Током земљотреса у Скопљу 1963. године претрпела је огромну штету, која је касније санирана.

## Архитектура
Због бројних реновирања, изворни изглед џамије није познат. Међутим, ако се упореде две џамије које су изграђене у исто доба од стране султана Мурата II у Бурси и Измиру, верује се да је ова џамија била идентичног изгледа.
Изграђена је у стилу рано константинопољске и османске архитектуре, од камена и цигле. На северозападном делу џамије подигнут је трем, који држе четири стуба и они садрже украсне капителе. Унутрашњост џамије је квадратног облика и личи на базилику са три брода.
По својим архитектонским карактеристикама, као једна од највећих џамија у Скопљу, припада најважнијим примерцима верских објеката Отомана на Балкану. Има архитектонску форму базилике, што се подудара са раном константинопољским стилом у османској архитектури. Михраб, минбер и махфил датирају са почетка 20. века.
У дворишту џамије налази се Турбе Али паше дагестанског и Бикиј Хана, као и Сахат кула. Турбе.
Бикиј Хан је највећи објекат овог типа сачуван у Северној Македонији и налази се са јужне стране џамије. По натпису изнад његовог улаза, сматра се да је изграђен средином 16. века. Турбе Бикиј Хан припада припада групи отворених турби и има квадранту основу, а на објекту се налази купола са тромпама. Фасада ове турбе је живописно украшена, док је унутрашњост била украшена орнаментима, који су до данас делимично очувани. Овде се налази пет гробница непознатих лица.
Друга, турба Али паше дагестанског изграђена је 1774. године и налази се одмах поред источне фасаде џамије. Она такође спада у групу отворених турба, шестоугаоног је облика и преко ње се простире купола, коју држи шест стубова. У оквиру овог турба, налазе се два саркофага.
На џамији се налази једна купола и један минарет, а њен архитекта био је Хусеин од Дебра.

## Галерија
- Спољашњост Султан-Муратове џамије
- Фасада џамије
- Разгледница из 1931. године, џамија и Сахат кула
- Стубови на улазу у џамију
- Џамија и кула 1939. године
- Минарет џамије и кула